# Deformation
Se deformation (fysiologi) för deformation av en människokropp eller annan organism.
Deformation är inom materialvetenskap en förändring av form eller storlek hos ett objekt till följd av pålagda laster. Dessa laster kan vara, men är ej begränsade till, inverkan av en kraft, en temperaturförändring eller en kombination av dessa två. Om deformation kvarstår efter avlastning talar man om plastisk deformation, i annat fall talar man om elastisk deformation.

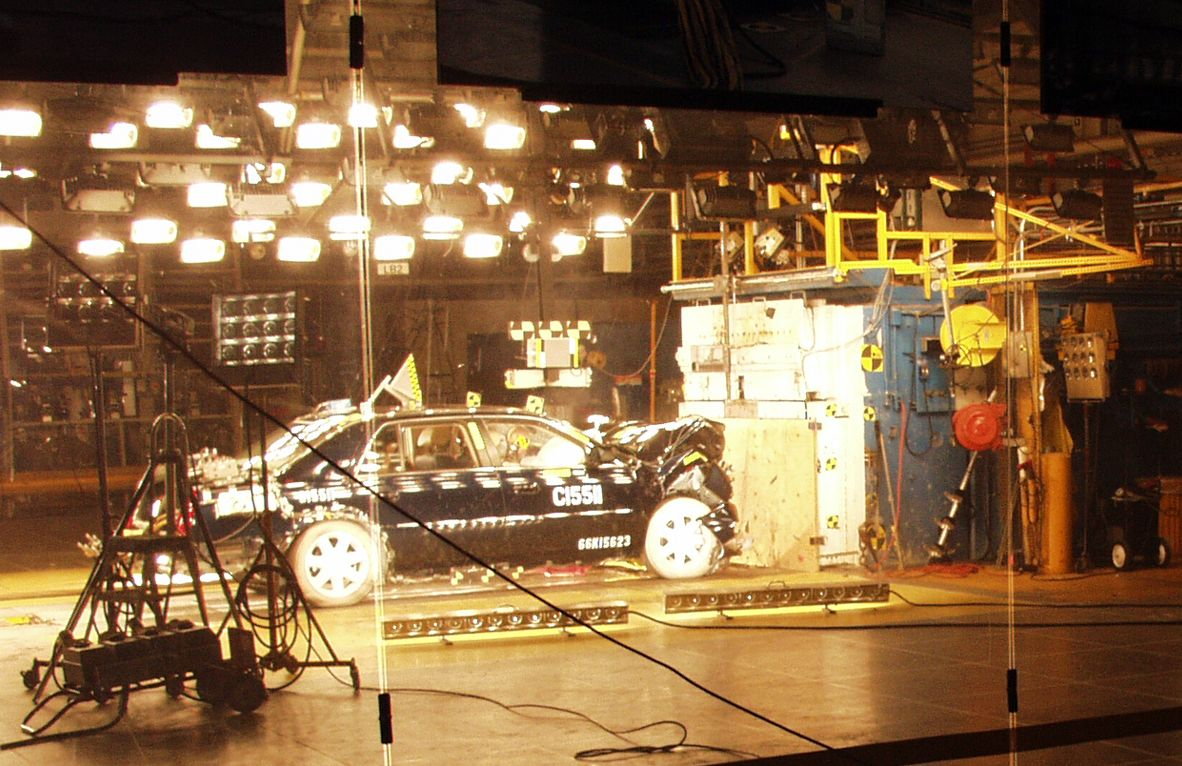
Krocktest utförs för att undersöka hur bilar deformeras vid olyckor.

Inom kontinuummekanik definieras deformation som en kropps transformation från referenskonfiguration till nuvarande konfiguration. En konfiguration är den matematiska mängd som beskriver positionen för alla partiklar i kroppen. Här tillämpas Cauchy-Greens deformationstensor för att enklare kunna hantera informationen analytiskt och exempelvis härleda kroppens töjning. Liksom inom materialvetenskap kan deformation vara orsakad av yttre strukturlaster, volymkrafter, temperaturförändringar, kemiska reaktioner etc. Det kan vara en god approximation att bortse från deformationer då det kan ha underordnad betydelse i jämförelse med kroppens translation och då talar man om stelkroppsmekanik. 

## Deformationsmodeller
Deformation av en kropp är rörelse av interna partiklar vilket ger upphov till interna krafter då partiklarna i rörelse påverkar partiklarna i direkt omnejd. När dessa interna krafter agerar på en ytarea ger de upphov till inre spänningar mellan tvärsnitt i materialet. Hur ett konstruktionsmaterial deformeras till följd av yttre belastningar som ger upphov till inre spänningar är av stort intresse inom konstruktion och design. Bland annat detta har motiverat utformning av experimentell bestämning av egenskaper genom mekanisk provning och karaktärisering av material medelst exempelvis dragprov och sveptunnelmikroskop. 
Det har utvecklats ett antal analytiskt förenklande materialmodeller för att beskriva exempelvis isotropa, transversellt isotropa, ortotropa och anisotropa material. En inom hållfasthetslära och byggteknik vanligt förekommande modell är elastisk-idealplastisk deformation där töjning är proportionell mot spänning upp till en sträckgräns enligt Hookes lag, varefter deformationen blir oändlig. Med andra ord ämnar den att simulera dragprovkurvans elastiska område men om den plastiska gränsen uppnås havererar konstruktionen. 